# Población Abraham Lincoln (Temuco)

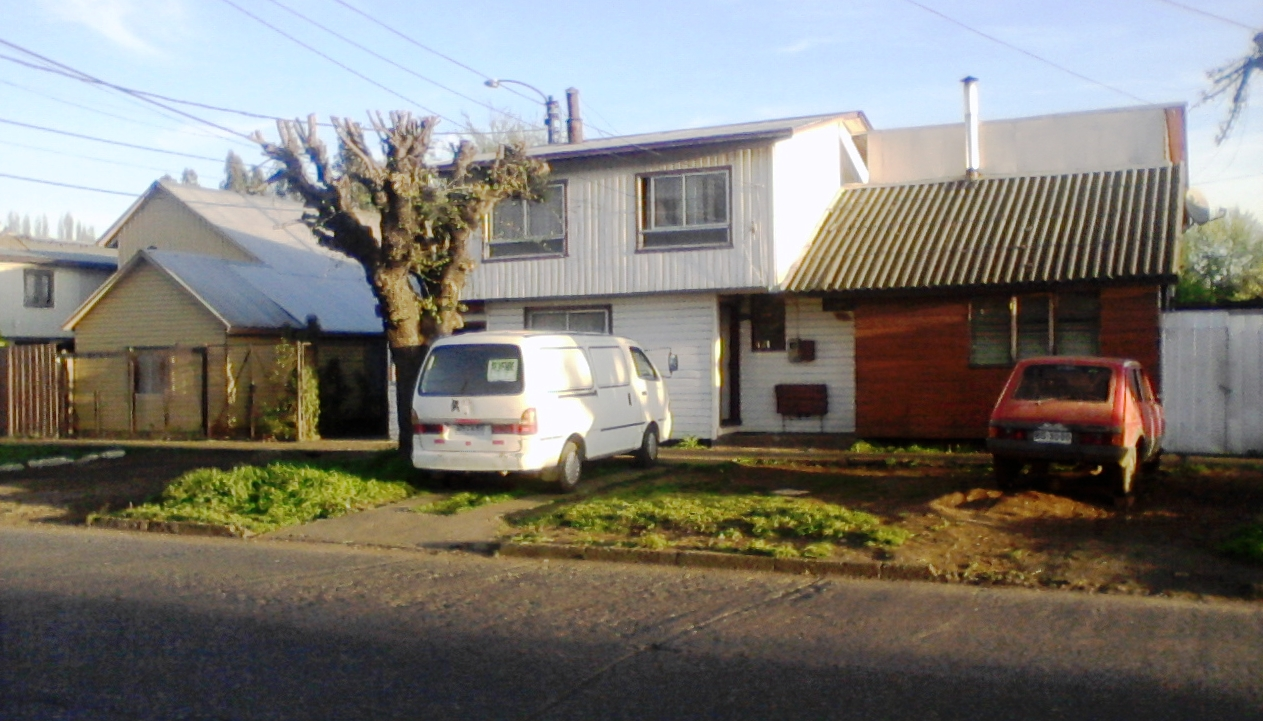
Viviendas de la calle Armando Jobet, en la población Abraham Lincoln.

La población Abraham Lincoln es un barrio de la ciudad de Temuco, Chile. Se ubica entre las calles Las Quilas por el oriente, Armando Jobet por el norte, Los Nogales por el poniente y Israel Neira Henríquez por el sur. Limita al norte con la población Las Quilas, y al sur con la Escuela de Formación de Carabineros. Es parte del sector Las Quilas.
Dentro del entorno del barrio, se encuentran emplazados el jardín infantil Capullito, ubicado en la manzana de la calle Río Valdivia por el oriente y los pasajes Río Colorado por el sur, Río Temo por el poniente y Río Mataquito por el norte. Tiene una superficie aproximada de ochocientos noventa y seis metros cuadrados. Una multicancha con arcos de baby fútbol y tableros de básquetbol, que es además la única de Temuco con una losa con pintura de alto tráfico. Fue inaugurada en octubre de 2011 y costó cuarenta y tres millones de pesos chilenos (ochenta y cinco mil dólares estadounidenses.) Es un espacio gratuito para la comunidad, que también es utilizado por las escuelas Ceade y Los Avellanos, y el jardín infantil Capullito.